# Hemispingus piurae
Hemispingus piurae  (лат.) — вид птиц из семейства танагровых. Птицы обитают в субтропических и тропических влажных горных лесах, на высоте от 170 до 2500 метров над уровнем моря.
Выделяют два подвида:
- Hemispingus piurae piurae — на юге Лоха (крайний юг Эквадора) и на склонах северного окончания западных Анд в Пьюра и Кахамарка (Перу);
- Hemispingus piurae macrophrys — Ла-Либертад на северо-западе Перу.